# Felix Wolfes
Felix Wolfes (* 2. September 1892 in Hannover; † 28. März 1971 in Boston) war ein Komponist, Dirigent und Musikdozent.

## Leben

### Biographie bis 1933
Felix Wolfes stammte aus einer in Hannover ansässigen jüdischen Familie. Sein Vater war der Kaufmann Paul Wolfes († 1938), seine Mutter Grace Wolfes, geb. Hamm. Er besuchte Schulen in Hannover und Berlin. Nach dem Abitur studierte er bis 1909 bei Georg Dohrn in Breslau. Von 1909 bis 1911 studierte er am Konservatorium in Leipzig bei Robert Teichmüller Klavier und bei Max Reger Komposition. Von dort wechselte er 1911/12 an das Straßburger Konservatorium zu Hans Pfitzner und Richard Strauss, zu dessen engerem Schülerkreis er bald gehörte.
Danach wirkte er als Kapellmeister an verschiedenen Häusern, so am Stadttheater Straßburg (1912–1915), am Stadttheater Köln (1915/16), am Hoftheater Mannheim (1916/17), am Stadttheater Frankfurt am Main (1917/18). Im Jahr 1918 wurde er erster Kapellmeister am Stadttheater Elberfeld. Von 1919 bis 1923 hatte er selbige Position am Stadttheater Halle und 1923/24 am Stadttheater Breslau inne. 1924 ging er an das Stadttheater Essen. Er erarbeitete sich ein umfangreiches Opernrepertoire (Schwerpunkt: 19. Jahrhundert). In diesen Jahren erstellte Wolfes auch die Klavierauszüge von Pfitzners Werken Das dunkle Reich (1930) und Das Herz (1931), nachdem er schon während der Studienzeit Die Rose vom Liebesgarten und Palestrina für das Klavier bearbeitet hatte. 1925 veröffentlichte er eine Bearbeitung „für die deutsche Bühne“ von Tschaikowskis Eugen Onegin. Ergänzend zu einer Verpflichtung in Essen unterrichtete er an der Folkwangschule.
Von 1931 bis zum Frühjahr 1933 war Wolfes Direktor der Oper der Städtischen Bühnen in Dortmund. Seine Entlassung wurde unmittelbar nach dem Machtantritt der Nationalsozialisten betrieben. Am 18. März 1933 forderte der Landesleiter Nord-West des Kampfbundes für deutsche Kultur, Paul Lagemann, von dem kommissarischen Preußischen Kultusminister, Bernhard Rust, „die Beseitigung des jüdischen Opernkapellmeisters Wolfes, wenn er auch mit Pfitzner eng befreundet ist“. Dabei kam es zu dramatischen Ereignissen. Obwohl seit dem 15. März beurlaubt (an diesem Tag schrieb Pfitzner direkt an Hitler und bat ihn, die Entlassung rückgängig zu machen) erhielt Wolfes überraschend die Aufforderung, die Puccini-Oper Tosca zu dirigieren. Dabei handelte es sich jedoch um eine Falle. Nachdem er im Theater eingetroffen war, umstellte die SA das Dortmunder Opernhaus, um seiner habhaft zu werden. Dies gelang nicht, denn Wolfes – wie auch vier weitere bedrohte Mitarbeiter – wurde gewarnt und konnte durch einen Notausgang entkommen. In seiner Bedrängnis fand er während mehrerer Wochen ein Unterkommen bei dem Ensemblemitglied Fritz Volkmann (in Marten). Auch Richard Strauss unterstützte ihn durch den Auftrag, die Klavierbearbeitung der neuen Oper Arabella anzufertigen. Am 5. Juli 1933 erschien Wolfes auf Strauss’ persönliche Einladung zu deren Aufführung in der Dresdner Semperoper, ungeachtet des Protestes aus dem Reichsministerium für Volksaufklärung und Propaganda.

### Exil und Nachkriegszeit
Über Holland emigrierte Wolfes nach Neuilly bei Paris. Dort – isoliert und weitgehend mittellos – erarbeitete er im Auftrag von Strauss eine Klavierversion der Oper Die schweigsame Frau. Bis in das Jahr 1936 hielt er sich in Frankreich auf. Seinen Lebensunterhalt verdiente er mit privatem Unterricht. Öffentliches künstlerisches Wirken war ihm nicht gestattet. Von Februar 1936 bis November 1937 war er auf Einladung des Direktors Raoul Gunsbourg als Dirigent am Opernhaus in Monte Carlo tätig.
Zur Jahreswende 1937/38 siedelte er in die Vereinigten Staaten über. Hier fand er neuen beruflichen Erfolg. Von 1938 bis 1947 war er an der Metropolitan Opera in New York „Assistant Conductor“. Außerdem unterrichtete und begleitete er einzelne Sänger. Ein eigenes Orchester hat Wolfes seit 1933 nicht mehr geleitet. 1944 nahm er die amerikanische Staatsbürgerschaft an. 1948 wurde er als Professor für Komposition an das New England Conservatory of Music in Boston berufen. Dort sowie am Tanglewood Music Center in Lenox lehrte er zwei Jahrzehnte lang.
Nach dem Krieg lehnte Wolfes es ab, sich auch nur besuchsweise in Deutschland aufzuhalten. Einladungen (die in größerer Zahl ergingen) nahm er nicht an. Selbst die Ernennung zum Ehrenmitglied der Hans-Pfitzner-Gesellschaft bewog ihn nicht, das Heimatland aufzusuchen. Doch bekannte er sich weiterhin zur deutschen Kultur, was besonders in der Auswahl von Texten für seine Kompositionen zum Ausdruck kommt.
Der Komponist und Dirigent Helmut Wolfes (1901–1971) ist ein Bruder von Felix Wolfes.

## Schaffen

### Kompositionen
Als eigenständiger Komponist ist Wolfes mit Liedvertonungen hervorgetreten. Unter den verwendeten Dichtungen sind Werke von Hermann Hesse, Christian Morgenstern, Friedrich Nietzsche und Georg Trakl. In letzter Zeit gibt es, vor allem in den Vereinigten Staaten, aber auch in Deutschland, ein neues Interesse an seinen Werken. Eine eingehendere Beschäftigung mit Schaffen und Lebensweg steht noch aus.

### Nachlass / Unveröffentlichte Werke
In der Houghton Library der Harvard University befindet sich seit 1978 der Gesamtnachlass von Felix Wolfes. Er umfasst vielfältige Materialien, Briefe (u. a. von Max Brod, Wilhelm Furtwängler, Alma Mahler-Werfel, Max Reger und Bruno Walter) und autobiographische Dokumente. Unter letzteren sind fünf „Durchschreibebücher“, in denen die Korrespondenz der Jahre 1932 bis 1937 vollständig aufgezeichnet ist, einschließlich der Briefe an Richard Strauss und den Verlag Fürstner in Berlin.
Außerdem liegen im Nachlass die Manuskripte zahlreicher bisher unveröffentlichter Liedkompositionen vor. Deren Publikation wird derzeit am Musikwissenschaftlichen Institut der Universität Mainz vorbereitet (vgl. den Zweijahresbericht 2007/08, S. 14).

## Werkverzeichnis
- Viola R. Dacus: An introduction to the songs of Felix Wolfes with complete chronological catalogue (Diss., UMI, Louisiana State Univ.), Ann Arbor, MI (USA) 1995 (VII und 182 S.; vorhanden in der Bayerischen Staatsbibliothek München).

## Ausgaben
- Einunddreißig Lieder, 1954-59, für eine Singstimme und Klavier, o. O. 1959.
- Ausgewählte Lieder in 5 Bänden: für Singstimme und Klavier [Vol. 1: High voice / Vol. 2: High voice / Vol. 3: Middle voice / Vol. 4: Middle voice / Vol. 5: Low voice], New York: Mercury Music Corporation, [1960]-1963.
- 13 Lieder. Settings of poems of Hermann Hesse for voice and piano. Edited by Richard Aslanian, 2008.

## Klavierauszüge und Bühnenbearbeitungen
- Hans Pfitzner: Die Rose vom Liebesgarten. Romantische Oper in 2 Akten, Vor und Nachspiel; Musik Hans Pfitzner, Dichtung James Grun; Klavier-Auszug mit Text, revidiert von Felix Wolfes, Leipzig: Max Brockhaus Verlag, o. J. [ca. 1915].
- Hans Pfitzner: Palestrina. Musikalische Legende. Vollständiger Klavier-Auszug mit Text von Felix Wolfes, Berlin: A. Fürstner o. J. [1916].
- Peter Tschaikowsky: Eugen Onegin. Lyrische Szenen in drei Aufzügen. Text nach Puschkin. Für die deutsche Bühne bearbeitet von Felix Wolfes, Leipzig 1925.
- Hans Pfitzner: Das dunkle Reich. Eine Chorphantasie mit Orchester, Orgel, Sopran- und Bariton-Solo unter Benutzung von Gedichten des Michelangelo, Goethe, C. F. Meyer und R. Dehmel. Op. 38. Englische Übersetzung von Rosa Newmarch. Klavierauszug von Felix Wolfes, Leipzig: Brockhaus, o. J. [1930].
- Hans Pfitzner: Das Herz. Drama für Musik in drei Akten (vier Bildern) von Hans Mahner Mons. Opus 39. Klavierauszug mit Text von Felix Wolfes, Berlin, Fürstner, 1931.
- Richard Strauss: Arabella. Lyrische Komödie in drei Aufzügen von Hugo von Hofmannsthal. Musik von Richard Strauss. Opus 79. Klavierauszug mit Text von Felix Wolfes, Berlin, Fürstner, 1933 (365 S.).
- Richard Strauss: Die schweigsame Frau. Komische Oper in drei Aufzügen. Opus 80. Musik von Richard Strauss. Text frei nach Ben Jonson von Stefan Zweig. Klavierauszug mit Text von Felix Wolfes, Berlin: Fürstner o. J. [ca. 1935].

## Briefwechsel
- Marc A. Weiner: Der Briefwechsel zwischen Hans Pfitzner und Felix Wolfes 1933–1948, in: Erinnerungen ans Exil – kritische Lektüre der Autobiographien nach 1933 (Exilforschung. Ein internationales Jahrbuch 2), München 1984, 393ff.

## Nachrufe
- Hans Rectanus: Unsterbliche Melodie. Die Lieder von Felix Wolfes, in: Mitteilungen der Hans Pfitzner-Gesellschaft 28 (1972), 18-22.
- Rexford Harrower: In Memoriam Felix Wolfes, in: Castrum Peregrini 107–109 (1973), 166ff.